# Casa al carrer Òdena, 23-27 (Igualada)
La Casa al carrer Òdena, 23-27 és una obra de Igualada (Anoia) inclosa a l'Inventari del Patrimoni Arquitectònic de Catalunya.

## Descripció
Edifici d'estatges de tres plantes d'alçada d'una verticalitat força evident en tot el conjunt de notable sobrietat decorativa. La línia recta domina netament tota la construcció on, tan sols petits intents ornamentistes s'insereixen en els marcs superiors de les motllures de les finestres i en l'acabament de la part més alta de l'edifici, on una sanefa d'esgrafiats de colors blanc i verd decorada amb temàtica floral tanca l'edifici.